# Fjørt
Fjørt (stylisé FJØRT) est un groupe allemand de post-hardcore, originaire d'Aix-la-Chapelle. Ils comptent quatre albums studio et un EP, et sont signés sur le label Grand Hotel van Cleef.

## Histoire
Le 23 novembre 2012, le groupe sort son premier EP Demontage, sur Truelove Entertainment. Bien qu'il ne comprenne que six titres, deux vidéos musicales — pour Glasgesicht et le titre Demontage — sont également publiées. Pendant la période précédant la sortie du premier album studio du groupe, Fjørt donne environ 150 concerts, puis, le 21 mars 2014, D'accord sort sur le label This Charming Man Records.
En 2015, le groupe fait un pas vers la signature d'un label plus important, Grand Hotel van Cleef, grâce auquel il sort son deuxième album Kontakt le 22 janvier 2016. Dans les mois qui suivent, le groupe entame sa première tournée en tête d'affiche en Allemagne, en Autriche et en Suisse aux côtés de We Never Learned to Live.

## Discographie
- 2014 : D'Accord (This Charming Man Records)
- 2016 : Kontakt (Grand Hotel van Cleef)
- 2017 : Couleur (Grand Hotel van Cleef)
- 2022 : Nichts (Grand Hotel van Cleef)